# Matías de Aguirre y Sebastián
Matías de Aguirre y Sebastián (Calatayud, finales del s. XVI - ca. 1647) fue un poeta y dramaturgo aragonés.
Sus padres fueron Francisco Aguirre, que hacia 1594 vivía en Calatayud, y María Ángel Sebastián; sus abuelos paternos Juan de Aguirre y Catalina Auzmendi. En Zaragoza, donde residió algún tiempo y gozó de cuidadanía, probó Matías Aguirre su nobleza, cuya información llevaba, según Latassa, fecha de marzo de 1635. Antes se había casado en Calatayud con Petronila del Pozo, de este enlace nació en dicha ciudad, el 19 de diciembre de 1633, Matías Aguirre del Pozo y Felices, que fue doctor en Teología, arcediano de Huesca, misionero y autor de una obrita denominada Consuelo de pobres y remedio de ricos (1664-1704) y a quien Nicolás Antonio confunde con su padre, atribuyéndole las obras que este compuso y publicó. Sin embargo, se trata de una información errónea de Barrera y Leirado. Sobre este autor y su hijo existe una larga tradición bibliográfica de errores, tanto en fechas como en el título de la obra Natividades de Zaragoza en lugar del título real de esta obra, conservada en varios lugares, entre ellos la Biblioteca Nacional (signaturas R/4528, R/7309, R/5011, R/11807 y R/160), como Navidad de Zaragoza.
Recoge Barrera y Leirado la siguiente información:
"Inclinado pues Matías de Aguirre y Sebastián al estudio y cultivo de las bellas letras, escribió algunas poesías líricas y comedias, insertando cuatro de estas en su curioso libro Natividades de Zaragoza, que se imprimió allí en 1634. Tuvo relaciones con los principales ingenios de Zaragoza y concurrió a los certámenes y academias que allí se celebraron.
Su obra Natividades de Zaragoza está estructurada en cuatro noches: «El engaño en el vestido», «La industria contra el peligro», «Cómo se engaña al demonio» y «El Príncipe de su estrella»; dedicadas la primera a Jaime Juan Riota y Sielves, la segunda a Antonio de Urríes, señor de Nisano, la tercera a Francisco Antonio de Sayas Pedroso y Zapata, caballerizo de su majestad y comisario general del reino de Aragón, y la cuarta a Antonio Pérez de Pomar, Liñán, Fernández de Heredia, barón de Sigues y mayorazgo del conde de Contamina. Fue publicada en Zaragoza, por Juan de Ibar, en 1634, con un total de 389 páginas".

Se trata todo de una maraña de datos mal interpretados a partir de Nicolás Antonio3 y, después, Latassa. Está claro que solo conservamos una edición de la Navidad, cuyo autor es Matías de Aguirre del Pozo y Felizes (como consta en la portada) impresa en 1654 y no en 1634 (fecha que se considera por un error de lectura de la portada y que se da por buena a partir de Latassa). Por tanto, si la fecha es 1654 el autor ha de ser Matías de Aguirre del Pozo y Felizes y no su padre (que fallece según La Barrera y Leirado en torno a 1647), al que se le ha atribuido erróneamente la autoría solamente porque al considerar la fecha de 1634 es imposible que el autor fuera el hijo, nacido en 1633.
En algunas de las portadas de los ejemplares no resulta claramente legible si el número de la fecha de aparición de la obra Navidad de Zaragoza es un tres o un cinco, lo que pudo llevar a error a Nicolás Antonio, pues, tal y como consta en los preliminares, la aprobación está firmada por Juan Lorenzo Ybáñez de Aoiz en Zaragoza en mayo de 1654. Parece claro que para la realización de su Biblioteca Hispana Nova, debió de consultar solamente la portada de algunos ejemplares en los que el número está borroso o en los que el pie de imprenta está cortado, lo que le llevó a situar la fecha de primera aparición de la obra en 1634.
El error se acrecienta aún más en años sucesivos cuando Latassa, en su Biblioteca nueva de autores aragoneses de 1799 atribuye la obra a un bilbilitano nacido a finales del siglo XVI llamado Matías de Aguirre y Sebastián, quien la habría publicado en 1634. El hijo, Matías de Aguirre del Pozo y Felizes (1633-1670), habría sido el autor de otra obra titulada Consuelo de pobres (1664):  
"Aguirre y Sebastián (D. Matías I de).-- Nació en Calatayud a fines del siglo XVI. Fue hijo de Francisco y de D.ª María Ángel Sebastián. Casó con Petronila del Pozo. Escribió: Natividades de Zaragoza repartidas en cuatro noches. Dedicadas, la 1.ª, á D. Jaime Juan Biota y Suelves.- La 2.ª á D. Antonio de Urriés, Señor de Nisano.- La 3.ª a D. Francisco Antonio de Sayas, Pedroso y Zapata, Caballerizo de S. M. y Comisario general del Reino de Aragón, y la 4.ª a D. Antonio Pérez de Pomar, Liñán, Fernández de Heredia, Barón de Sigüés y Mayorazgo del Conde de Contamina. En Zaragoza por Juan de Ibar, 1634, en 4.º de 389 páginas. *Obra rara.
Aguirre del Pozo y Felices (D. Matías II de).-- Hijo de D. Matías I {i. e., Matías de Aguirre y Sebastián} y D.ª Petronila del Pozo: nació en Calatayud en 19 de noviembre de 1633. Casó en Huesca con D.ª Vincencia de Assín y Viota, hija del Doctor D. Gerónimo y D.ª Maria Ana. En 4 de marzo de 1660 murió la mencionada D.ª Vincencia y D. Matías se dedicó al estado eclesiástico. Obtuvo la Dignidad de Arcediano Coadjutor de las valles de la dicha ciudad de Huesca el 20 de octubre de 1664. Murió en Pamplona en 1670. Escribió: Consuelo de pobres y remedio de ricos, en que se prueba la escelencia de la limosna. En Huesca, 1664.-- Barcelona, 1704, en 4.º *Obra rara".4
Además, Latassa añade otra variante: titula la obra Natividades de Zaragoza, posiblemente un error inconsciente, ya que en ningún ejemplar aparece ese título. A partir de esta confusión en el título se producirá en autores posteriores una gran cantidad de oscilaciones entre Navidades y Natividades, en lugar del original Navidad de Zaragoza. Todos los demás datos biográficos ofrecidos sobre ambos autores se toman como válidos en la bibliografía posterior y esto posiblemente se deba a que, a excepción de la atribución de la obra, el resto de los datos biográficos que ofrece son exactos.  
No hay, por tanto, evidencias de que Matías de Aguirre y Sebastián fuese escritor. Tanto la Navidad de Zaragoza como el Consuelo de pobres fueron escritos por Matías de Aguirre del Pozo y Felices.   